# Bangselok
Bangselok is een bestuurslaag in het regentschap Sumenep van de provincie Oost-Java, Indonesië. Bangselok telt 5565 inwoners (volkstelling 2010).